# (31720) 1999 JW59
1999 JW59 (asteroide 31720) é um asteroide da cintura principal. Possui uma excentricidade de 0.13708820 e uma inclinação de 10.52402º.
Este asteroide foi descoberto no dia 10 de maio de 1999 por LINEAR em Socorro.